# Obélisque de Rio de Janeiro
L'Obélisque de l'Avenida Rio Branco ou obélisque de Rio de Janeiro  est un monument important de la ville de Rio de Janeiro, situé sur l'Avenida Rio Branco  .

## Histoire
L'obélisque a été inauguré à l'origine en 1906 comme un cadeau que l'entrepreneur du secteur de la construction civile, Antônio Januzzi, a offert à la ville. Haut de 18 mètres et construit en granit, l'auteur du monument était Eduardo de Sá .